# Spioner på missioner
Spioner på missioner (originaltitel: Spies in Disguise) er en amerikansk 3D-animeret film produceret af Blue Sky Studios og 20th Century Fox Animation.